# Vierte Teilung Polens
Als vierte Teilung Polens werden in Anlehnung an die drei Teilungen Polens Ende des 18. Jahrhunderts verschiedene Ereignisse im 19. und 20. Jahrhundert bezeichnet:
- die Neuordnung nach dem Wiener Kongress 1815 („Kongresspolen“),[1]
- die im geheimen Zusatzprotokoll des deutsch-sowjetischen Nichtangriffspakts von 1939 vereinbarte Aufteilung der Zweiten Republik zwischen dem Großdeutschen Reich und der Sowjetunion in Interessensphären,
- der endgültige Verlust östlicher Gebiete im Rahmen der Westverschiebung Polens nach dem Zweiten Weltkrieg.

Die letztgenannten werden gelegentlich (je nach Sichtweise – unter Berücksichtigung einer vorangegangenen vierten Teilung) auch als fünfte Teilung Polens bezeichnet. Letzterer Begriff wird manchmal auch für den (illegalen) Landkauf von Nachfahren ehemals vertriebener Deutscher genutzt.

## Kongresspolen

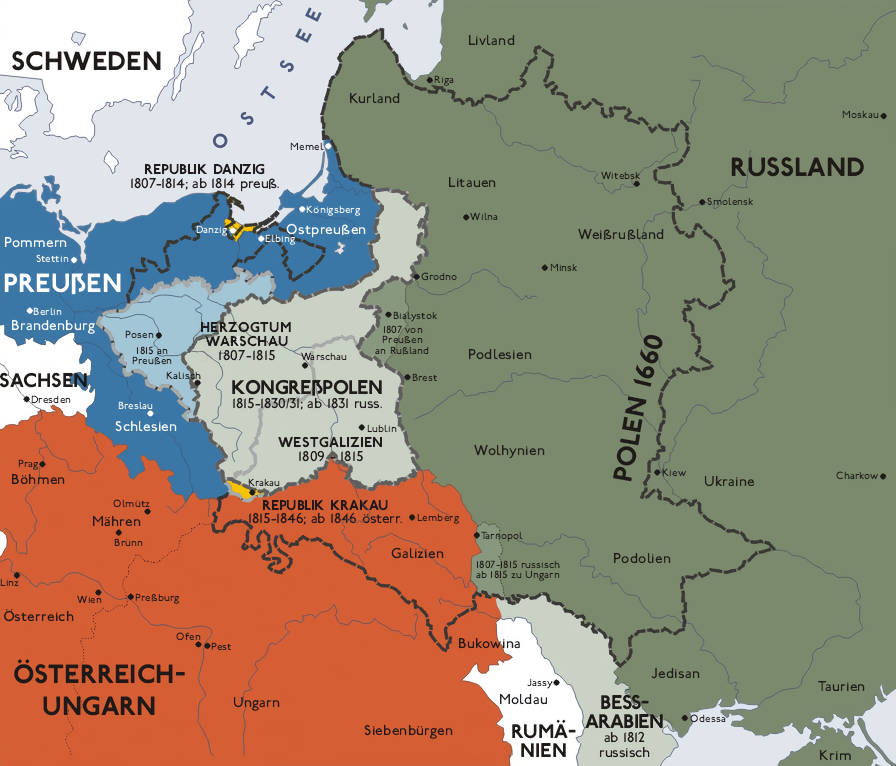
Herzogtum Warschau wurde nach dem Wiener Kongress 1815 ohne Posen und Krakau zu Kongresspolen

Nach militärischen Niederlagen gegen das revolutionäre Frankreich, die zum Untergang des Heiligen Römischen Reiches und zur Neuordnung der Staaten Mitteleuropas führten, verloren Preußen und Österreich 1807 bzw. 1809 ihre Gewinne aus der zweiten und dritten Teilung an das von Kaiser Napoleon gebildete Herzogtum Warschau, welches 1815, ohne das Gebiet um die Städte Posen und Krakau, als Kongresspolen („Königreich Polen“) in Personalunion an das Russische Reich fiel. Die Ostgrenze lag in etwa an der späteren Curzon-Linie.
Nach dem gescheiterten Novemberaufstand von 1830/1831 wurde das autonome Kongresspolen, unter Bruch der Wiener Kongressakte, als unselbständige Provinz dem Russischen Reich direkt einverleibt. Nach dem Januaraufstand wurde Kongresspolen 1867 als Weichselland endgültig eine Provinz.
Das Kaisertum Österreich folgte dem russischen Beispiel, indem es 1846 nach dem Krakauer Aufstand die freie Republik Krakau annektierte. Im Rahmen der Donaumonarchie Österreich-Ungarn wurde den Polen in Galizien jedoch bereits 1867 eine sehr weitgehende Selbstverwaltung gewährt. Bereits nach dem Novemberaufstand wurde dessen Autonomie eingeschränkt. So bedurfte die Wahl des Senatspräsidenten seit 1833 der Zustimmung der drei Schutzmächte, zugleich wurde die Krakauer Polizei österreichischer Leitung unterstellt. Der Senat wurde den Weisungen der drei Mächte unterworfen, die selbständige Gerichtsbarkeit der Stadt in politischen Angelegenheiten weitgehend abgeschafft.
Das Königreich Preußen folgte Österreich und Russland, indem es ebenfalls nach einem Aufstand 1848 das Großherzogtum Posen, als unselbständige Provinz direkt eingliederte. Wie in Krakau wurde schon 1830 die Sonderstellung des Großherzogtums innerhalb des preußischen Staatswesens weitgehend beseitigt.
Die souveräne Zweite Polnische Republik wurde erst 1918 nach der Niederlage aller drei Teilungsmächte im Ersten Weltkrieg errichtet.

## Zweiter Weltkrieg
Nach dem deutsch-sowjetischen Nichtangriffspakt und dem deutschen Überfall auf Polen sowie der sowjetischen Besetzung Ostpolens vereinbarten das Deutsche Reich und die Sowjetunion im deutsch-sowjetischen Grenz- und Freundschaftsvertrag die „vierte Teilung Polens“ entlang der Curzon-Linie unter der (Schein-)Legitimation des ethnographischen Prinzips.
Im Herbst 1939 setzten die Besatzer auf Massenterror zur Befriedung und Herrschaftsetablierung in ihren Gebieten. Sie ermordeten, deportierten oder inhaftierten Personen, die als für die eigene Herrschaft gefährlich eingestuft wurden. Dabei handelte es sich vorrangig um Angehörige der polnischen Führungsschicht im weiteren Sinne. Die Verfolgung der polnischen Juden und deren spätere Ermordung entsprang der NS-Rassenideologie, die in allen Juden grundsätzlich eine Bedrohung sah. Die Sowjets definierten ihre Feinde nach Klassenzugehörigkeit und sozialer Stellung.  Da die Polen als die herrschende Schicht und als Unterdrücker der Weißrussen und Ukrainer galten, befanden sich unter den Opfern des sowjetischen Terrors besonders viele Polen aber auch Weißrussen, Juden und besonders Ukrainer.

### Eingliederung in die Sowjetunion

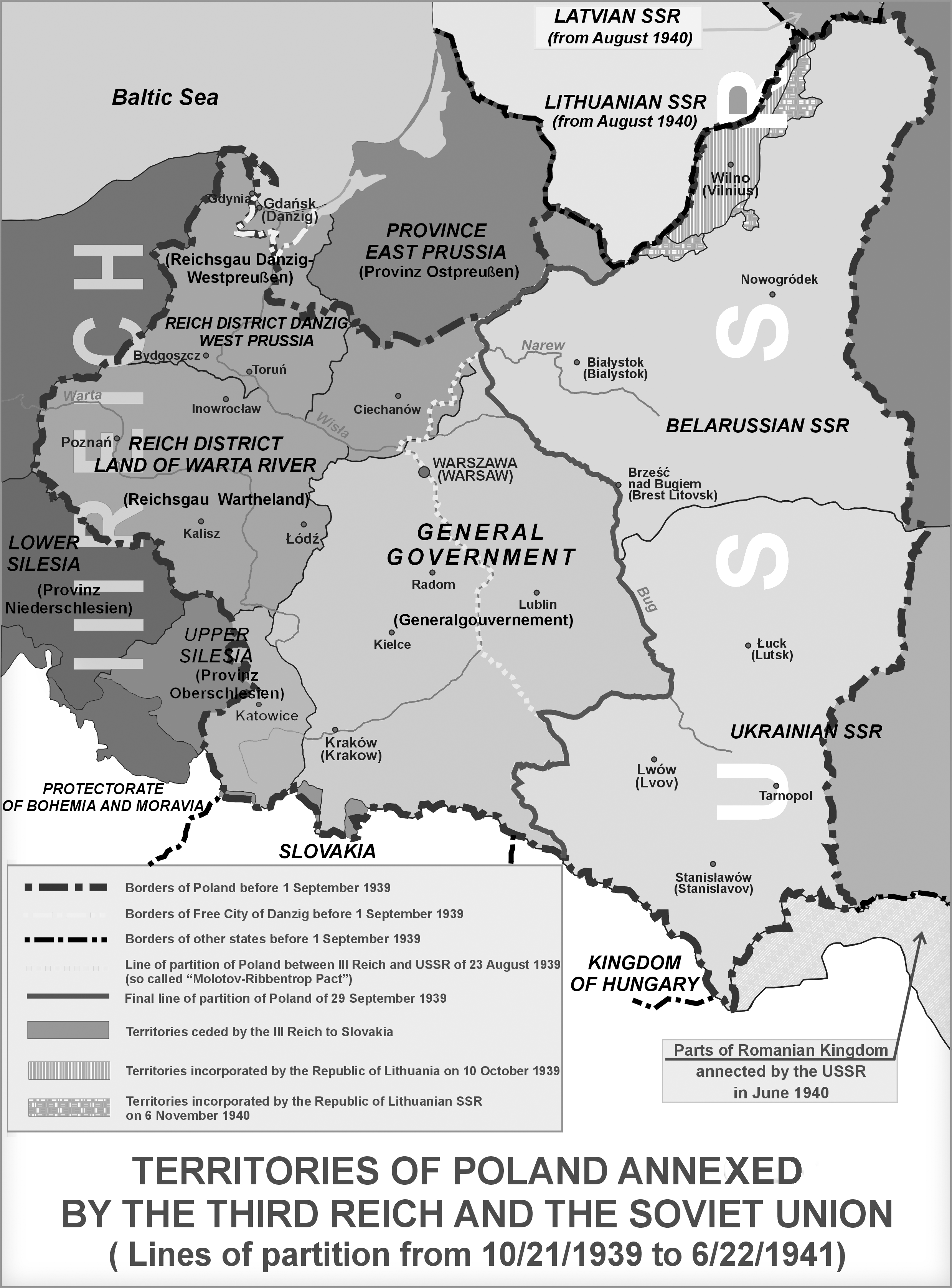
Aufteilung Polens 1939

Die besetzten polnischen Ostgebiete waren ein ethnisch vielschichtiges und kompliziertes Gebiet, in dem die zweite polnische Republik mit ihrer oftmals brutalen Polonisierungspolitik zu Spannungen gegen die polnischstämmigen Einwohner beigetragen hatte. Für die nationalen Minderheiten brachte die sowjetische Besetzung zunächst die Chance auf eine Veränderung.
Die Sowjets deportierten die polnische Führungsschicht in Arbeitslager und in scheindemokratischen Wahlen wurden am 22. Oktober 1939 Nationalversammlungen in Lviv für die „Westukraine“ und in Bialystok für „Westbelarus“ abgehalten. Nach Antrag dieser Versammlungen wurden die Gebiete im November in die Weißrussische und Ukrainische SSR aufgenommen und sowjetisiert. Vilnius wurde von der Sowjetunion zeitgleich mit dem Abschluss eines erzwungenen Beistandspaktes im Oktober 1939 an Litauen übergeben. Der Sowjetunion fielen 201.000 km² mit 13,2 Mio. Menschen zu, die im November die sowjetische Staatsbürgerschaft erhielten. Ethnisch handelte es sich um etwa 40 % Polen, 34,2 % Ukrainern, 8,4 % Weißrussen, Litauern und Sonstigen. Fabriken, Wohnhäuser und größere Ländereien wurden unter dem Wohlwollen ärmerer Schichten verstaatlicht, politische Parteien verboten, die polnische Sprache im öffentlichen Leben durch Weißrussisch, Ukrainisch und meist Russisch ersetzt, die katholischen, griechisch-orthodoxen, und jüdischen Glaubensgemeinschaften enteignet und die Religionsausübung behindert.
Nach dem deutschen Überfall auf die Sowjetunion wurde unter britischer Hilfestellung am 30. Juli 1941 von der polnischen Exilregierung mit der Sowjetunion das Sikorski-Maiski-Abkommen abgeschlossen. Darin erklärte die Sowjetunion anzuerkennen, dass die deutsch-sowjetischen Verträge „betreffend die territorialen Änderungen in Polen außer Kraft getreten sind“. Der Grenzverlauf für die Nachkriegszeit wurde offen gelassen.

### Eingliederung ins Deutsche Reich
Der von Deutschland annektierte Teil wurde Anfang Oktober 1939 teils den Reichsgauen Wartheland, Danzig-Westpreußen, Ostpreußen und Oberschlesien eingegliedert. Von Gebietsumfang und Bevölkerungszahl entsprach dies fast dem Doppelten der ehemaligen preußischen Abtretungsgebiete. Der nicht eingegliederte Teil, das Generalgouvernement erhielt eine deutsche Zivilverwaltung unter Hans Frank. Das Generalgouvernement sollte zur „Abkapselung“ und Ausbeutung von Polen und Juden herangezogen werden und war als Auffangbecken für die bevölkerungspolitischen Umsiedlungen aus dem erweiterten Reichsgebiet vorgesehen. Das vom Dritten Reich insgesamt besetzte Gebiet umfasste 188.000 km² auf dem 22 Mio. polnische Staatsbürger (etwa 80 % Polen, 10 % Juden, sowie Volksdeutsche, Weißrussen und Ukrainer) lebten.

## Westverschiebung

Westverschiebung nach 1945

Auf der Teheran-Konferenz 1943 und den Folgekonferenzen in Jalta und Potsdam wurde von den alliierten Westmächten und der UdSSR beschlossen, dass der Staat Polen wiederhergestellt, aber dauerhaft nach Westen verschoben werden sollte. Die deutsche Bevölkerung sollte „ausgesiedelt“ werden. Auf der Teheraner Konferenz bezogen sich die  Großen Drei 1943 nicht auf die im Nichtangriffspakt festgelegte Westgrenze der Sowjetunion, die Churchill und Roosevelt noch nicht kannten, sondern auf einen Vorschlag des ehemaligen britischen Außenministers Curzon. Die weitgehende Übereinstimmung der Curzon-Linie von 1919 und der Grenze der Interessensphären des Paktes von 1939 und der sowjetischen Westgrenze nach 1945 führte zu unterschiedlichen Erinnerungskulturen. Ostpolen wurde zwischenzeitig Teil der Sowjetunion; nach 1991 Teil von Litauen, Belarus bzw. der Ukraine. Seine polnische Minderheitsbevölkerung wurde überwiegend in die ehemals deutschen Gebiete und in die ehemalige Freie Stadt Danzig umgesiedelt. Im Osten handelte es sich also – ausgehend von den von 1918 bis 1939 anerkannten Grenzen der Zweiten Polnischen Republik – um eine Abtrennung ehemaligen Staatsgebiets. Zum „Ausgleich“ sollte Polen im Westen Gebiete hinzugewinnen.
Die Oder-Neiße-Grenze als neue Westgrenze Polens sollte die Annexion Ostpolens durch die Sowjetunion auf Kosten des besiegten Deutschen Reichs für die polnische Seite akzeptabler machen. Aus deutscher Sicht wurde diese zunächst von der DDR 1950 in einem Vertrag mit Polen akzeptiert und war in der Bundesrepublik lange umstritten. Erst 1970 wurde die Grenze im Warschauer Vertrag von Westdeutschland, als Konzession an die Siegermacht Frankreich im Zwei-Plus-Vier-Vertrag, und im darin angekündigten deutsch-polnischen Grenzvertrag abschließend, zur deutschen Wiedervereinigung 1990 auch vom gesamtdeutschen Staat anerkannt.

## Einzelbelege
1. ↑  So z. B. Robert Bideleux, Ian Jeffries: A history of Eastern Europe. Crisis and change. Verlag Routledge, London 1998, ISBN 0-415-16111-8, S. 168.
2. ↑  Ingeborg Fleischhauer: Der Deutsch-Sowjetische Grenz- und Freundschaftsvertrag vom 28. September 1939. Die deutschen Aufzeichnungen über die Verhandlungen zwischen Stalin, Molotov und Ribbentrop in Moskau. S. 451 f.
3. ↑  Bogdan Musial: Die „vierte Teilung Polens“ – Polen unter deutscher und sowjetischer Besatzung 1939-1945. S. 47 f.
4. ↑  Wanda Krystyna Roman: Die sowjetische Okkupation der polnischen Ostgebiete 1939 bis 1941. In: Bernhard Chiari (Hrsg.): Die polnische Heimatarmee: Geschichte und Mythos der Armia Krajowa seit dem Zweiten Weltkrieg. Oldenbourg 2009, ISBN 3-486-56715-2, S. 89.
5. ↑  David R. Marples: Russia in the Twentieth Century: The quest for stability. Routledge, ISBN 978-1-4082-2822-7, S. 125 ff.
6. ↑  Joachim Tauber: Die Geschichte der baltischen Staaten bis 1945. In: Die politischen Systeme der baltischen Staaten: Eine Einführung. Hrsg.: Michèle Knodt, Sigita Urdze, Springer 2012, ISBN 978-3-531-19555-1, S. 25.
7. ↑  Bogdan Musial: Die „vierte Teilung Polens“ – Polen unter deutscher und sowjetischer Besatzung 1939-1945. S. 26.
8. ↑  Wanda Krystyna Roman: Die sowjetische Okkupation der polnischen Ostgebiete 1939 bis 1941. S. 97 ff.
9. ↑  Abkommen zwischen der Regierung der UdSSR und der polnischen Regierung in: Zeitschrift für ausländisches öffentliches Recht und Völkerrecht, Vol. 11 1942/43, S. 100: Dokumente betreffend das Sowjetrussisch-Polnisches Abkommen vom 30. Juli 1941 online.
10. ↑  Bernd Ebersold: Machtverfall und Machtbewusstsein: Britische Friedens- und Konfliktlösungsstrategien 1918–1956. Oldenbourg 1992, ISBN 3-486-55881-1, S. 62 ff.
11. ↑  Martin Broszat: Nationalsozialistische Polenpolitik 1939-1945. De Gruyter 1961, S. 34.
12. ↑  Martin Broszat: Nationalsozialistische Polenpolitik 1939-1945. De Gruyter 1961, S. 31 f.
13. ↑  Bogdan Musial: Die „vierte Teilung Polens“ – Polen unter deutscher und sowjetischer Besatzung 1939-1945. S. 25 f.
14. ↑  Wolfram von Scheliha: Der Pakt und seine Fälscher. In: Der Hitler-Stalin-Pakt 1939 in den Erinnerungskulturen der Europäer. Wallstein, Göttingen 2011, ISBN 978-3-8353-0937-1, S. 177.